# Campeonato Europeo de Lucha de 2021
El LXXII Campeonato Europeo de Lucha se celebró en Varsovia (Polonia) entre el 19 y el 25 de abril de 2021 bajo la organización de United World Wrestling (UWW) y la Federación Polaca de Lucha.
Las competiciones se realizaron en la Arena COS Torwar de la capital polaca.

## Medallistas

### Lucha grecorromana masculina
| Evento         | Oro                        | Plata                         | Bronce                                                         |
| -------------- | -------------------------- | ----------------------------- | -------------------------------------------------------------- |
| 55 kg (24.04)  | Emin Sefershayev · Rusia   | Ekrem Öztürk Turquía          | Rudik Mkrtchian Armenia Eldəniz Əzizli Azerbaiyán              |
| 60 kg (25.04)  | Serguei Yemelin · Rusia    | Kerem Kamal Turquía           | Viktor Petryk · Ucrania · Răzvan Arnăut · Rumania              |
| 63 kg (24.04)  | Zhambolat Lokiayev · Rusia | Taleh Məmmədov Azerbaiyán     | Aleksandrs Jurkjans Letonia Leri Abuladze Georgia              |
| 67 kg (25.04)  | Mate Nemeš Serbia          | Mateusz Bernatek · Polonia    | Slavik Galstian Armenia Murat Fırat Turquía                    |
| 72 kg (25.04)  | Shmagui Bolkvadze Georgia  | Maljas Amoyan Armenia         | Maxym Yevtushenko · Ucrania · Róbert Fritsch · Hungría         |
| 77 kg (24.04)  | Tamás Lőrincz · Hungría    | Yunus Emre Başar Turquía      | Sənan Süleymanov · Azerbaiyán · Antonio Kamenjašević · Croacia |
| 82 kg (25.04)  | Adlan Akiyev · Rusia       | Radzik Kuliyeu · Bielorrusia  | Hannes Wagner · Alemania · Aivengo Rikadze · Georgia           |
| 87 kg (24.04)  | Zurab Datunashvili Serbia  | Kiryl Maskevich · Bielorrusia | Zhan Beleniuk · Ucrania · Milad Alirzayev · Rusia              |
| 97 kg (25.04)  | Musa Yevloyev · Rusia      | Balázs Kiss · Hungría         | Mikalai Stadub · Bielorrusia · Nikoloz Kakhelashvili · Italia  |
| 130 kg (24.04) | Rıza Kayaalp Turquía       | Iakob Kadzhaia Georgia        | Zurab Guedejauri · Rusia · Eduard Popp · Alemania              |

### Lucha libre masculina
| Evento         | Oro                              | Plata                          | Bronce                                                            |
| -------------- | -------------------------------- | ------------------------------ | ----------------------------------------------------------------- |
| 57 kg (20.04)  | Süleyman Atlı Turquía            | Nachyn Mongush · Rusia         | Kamil Kerymov · Ucrania · Əfqan Xaşalov · Azerbaiyán              |
| 61 kg (21.04)  | Abasgadzhi Magomedov · Rusia     | Andri Dzhelep · Ucrania        | Beka Lomtadze · Georgia · Eduard Grigorjew · Polonia              |
| 65 kg (20.04)  | Zaguir Shajiyev · Rusia          | Krzysztof Bieńkowski · Polonia | Əli Rəhimzadə Azerbaiyán Maxim Saculțan Moldavia                  |
| 70 kg (20.04)  | Israil Kasumov · Rusia           | Turan Bayramov Azerbaiyán      | Ihor Nykyforuk · Ucrania · Arman Andreasian · Armenia             |
| 74 kg (21.04)  | Tajmuraz Salkazanov · Eslovaquia | Miroslav Kirov Bulgaria        | Mitchell Finesilver · Israel · Frank Chamizo · Italia             |
| 79 kg (20.04)  | Achsarbek Gulajev · Eslovaquia   | Saifedine Alekma Francia       | Nika Kenchadze Georgia Alans Amirovs Letonia                      |
| 86 kg (21.04)  | Artur Naifonov · Rusia           | Sandro Aminashvili Georgia     | Ali Shabanau · Bielorrusia · Myles Amine · San Marino             |
| 92 kg (21.04)  | Magomed Kurbanov · Rusia         | Samuel Scherrer · Suiza        | Jadzhy Radzhabau · Bielorrusia · Osman Nurməhəmmədov · Azerbaiyán |
| 97 kg (20.04)  | Alijan Zhabrailov · Rusia        | Süleyman Karadeniz Turquía     | Radosław Baran · Polonia · Elizbar Odikadze · Georgia             |
| 125 kg (21.04) | Taha Akgül Turquía               | Serguei Kozyrev · Rusia        | Olexandr Jotsianivsky · Ucrania · Gueno Petriashvili · Georgia    |

### Lucha libre femenina
| Evento        | Oro                            | Plata                      | Bronce                                                         |
| ------------- | ------------------------------ | -------------------------- | -------------------------------------------------------------- |
| 50 kg (22.04) | Mariya Stadnik Azerbaiyán      | Miglena Selishka Bulgaria  | Anna Łukasiak · Polonia · Yekaterina Poleshchuk · Rusia        |
| 53 kg (23.04) | Olga Joroshavtseva · Rusia     | María Prevolaraki · Grecia | Annika Wendle · Alemania · Iulia Leorda · Moldavia             |
| 55 kg (22.04) | Stalvira Orshush · Rusia       | Roksana Zasina · Polonia   | Andreea Ana · Rumania · Jrystyna Demko · Ucrania               |
| 57 kg (23.04) | Iryna Kurachkina · Bielorrusia | Anhelina Łysak · Polonia   | Alina Hrushyna · Ucrania · Evelina Nikolova · Bulgaria         |
| 59 kg (22.04) | Biliana Dudova Bulgaria        | Veronika Chumikova · Rusia | Kateryna Zhydachevska · Rumania · Anastasia Nichita · Moldavia |
| 62 kg (23.04) | Iryna Koliadenko · Ucrania     | Marianna Sastin · Hungría  | Katarzyna Mądrowska · Polonia · Veranika Ivanova · Bielorrusia |
| 65 kg (23.04) | Irina Rîngaci Moldavia         | Tetiana Rizhko · Ucrania   | Aleksandra Wólczyńska · Polonia · Kriszta Incze · Rumania      |
| 68 kg (22.04) | Koumba Larroque Francia        | Janum Veliyeva · Rusia     | Adéla Hanzlíčková · República Checa · Alina Berezhna · Ucrania |
| 72 kg (23.04) | Ala Belinska · Ucrania         | Yuliana Yaneva Bulgaria    | Yevgueniya Zajarchenko · Rusia · Dalma Caneva · Italia         |
| 76 kg (22.04) | Epp Mäe Estonia                | Natalia Vorobiova · Rusia  | Cynthia Vescan · Francia · Aline Rotter Focken · Alemania      |

## Medallero
| Núm. | País            | Oro | Plata | Bronce | Total |
| ---- | --------------- | --- | ----- | ------ | ----- |
| 1    | Rusia           | 13  | 5     | 4      | 22    |
| 2    | Turquía         | 3   | 4     | 1      | 8     |
| 3    | Ucrania         | 2   | 2     | 9      | 13    |
| 4    | Eslovaquia      | 2   | 0     | 0      | 2     |
| 4    | Serbia          | 2   | 0     | 0      | 2     |
| 6    | Bulgaria        | 1   | 3     | 1      | 5     |
| 7    | Georgia         | 1   | 2     | 6      | 9     |
| 8    | Azerbaiyán      | 1   | 2     | 5      | 8     |
| 9    | Bielorrusia     | 1   | 2     | 4      | 7     |
| 10   | Hungría         | 1   | 2     | 1      | 4     |
| 11   | Francia         | 1   | 1     | 1      | 3     |
| 12   | Moldavia        | 1   | 0     | 3      | 4     |
| 13   | Estonia         | 1   | 0     | 0      | 1     |
| 14   | Polonia         | 0   | 4     | 5      | 9     |
| 15   | Armenia         | 0   | 1     | 3      | 4     |
| 16   | Grecia          | 0   | 1     | 0      | 1     |
| 16   | Suiza           | 0   | 1     | 0      | 1     |
| 18   | Alemania        | 0   | 0     | 4      | 4     |
| 18   | Rumania         | 0   | 0     | 4      | 4     |
| 20   | Italia          | 0   | 0     | 3      | 3     |
| 21   | Letonia         | 0   | 0     | 2      | 2     |
| 22   | Croacia         | 0   | 0     | 1      | 1     |
| 22   | Israel          | 0   | 0     | 1      | 1     |
| 22   | República Checa | 0   | 0     | 1      | 1     |
| 22   | San Marino      | 0   | 0     | 1      | 1     |
|      | TOTAL           | 30  | 30    | 60     | 120   |